# Georgi Grigorjewitsch Mondsolewski
Georgi Grigorjewitsch Mondsolewski (russisch Георгий Григорьевич Мондзолевский; * 26. Januar 1934 in Orscha, Belarussische SSR; † 28. April 2024) war ein sowjetisch-belarussischer Volleyballspieler.
Mondsolewski gewann mit der sowjetischen Nationalmannschaft Gold bei den Olympischen Spielen 1964 in Tokio und 1968 in Mexiko. Außerdem wurde er zweimal Weltmeister (1960 und 1962) und erreichte 1956 Bronze. Er wurde 1967 Europameister und Dritter bei der Europameisterschaft 1963.
Mit ZSKA Moskau gewann Mondsolewski zwischen 1958 und 1966 sechsmal die sowjetische Meisterschaft und zweimal den Europapokal der Landesmeister.
2012 wurde Mondsolewski in die „Volleyball Hall of Fame“ aufgenommen.